# W. C. Morrow
Pour les articles homonymes, voir Morrow.
William Chambers Morrow, né le 7 juillet 1854 à Selma en Alabama et mort le 3 avril 1923 à Ojai en Californie, est un écrivain américain.

## Œuvres

### Romans et récits
- A Strange Confession, 1881
- Blood-Money, 1882
- A Man; His Mark: A Romance, 1900
- Bohemian Paris of To-day, 1900
- Roads Around Paso Robles, 1904
- Lentala of the South Seas, 1908

### Recueils de nouvelles
- The Ape, the Idiot and Other People, 1897 (traduit en français par George Elwall en 1901 sous le titre Le Singe, l’idiot et autres gens)
- The Monster Maker and Other Stories, posthume, 2000
- Dans la pièce du fond, Editions Finitude, 2004 (Traduction de Jean-Baptiste Dupin)

### Essais
- The Art of Writing for Publication, 1901
- A constructive philosophy for child-culture, 1913